# Rudolf Springer

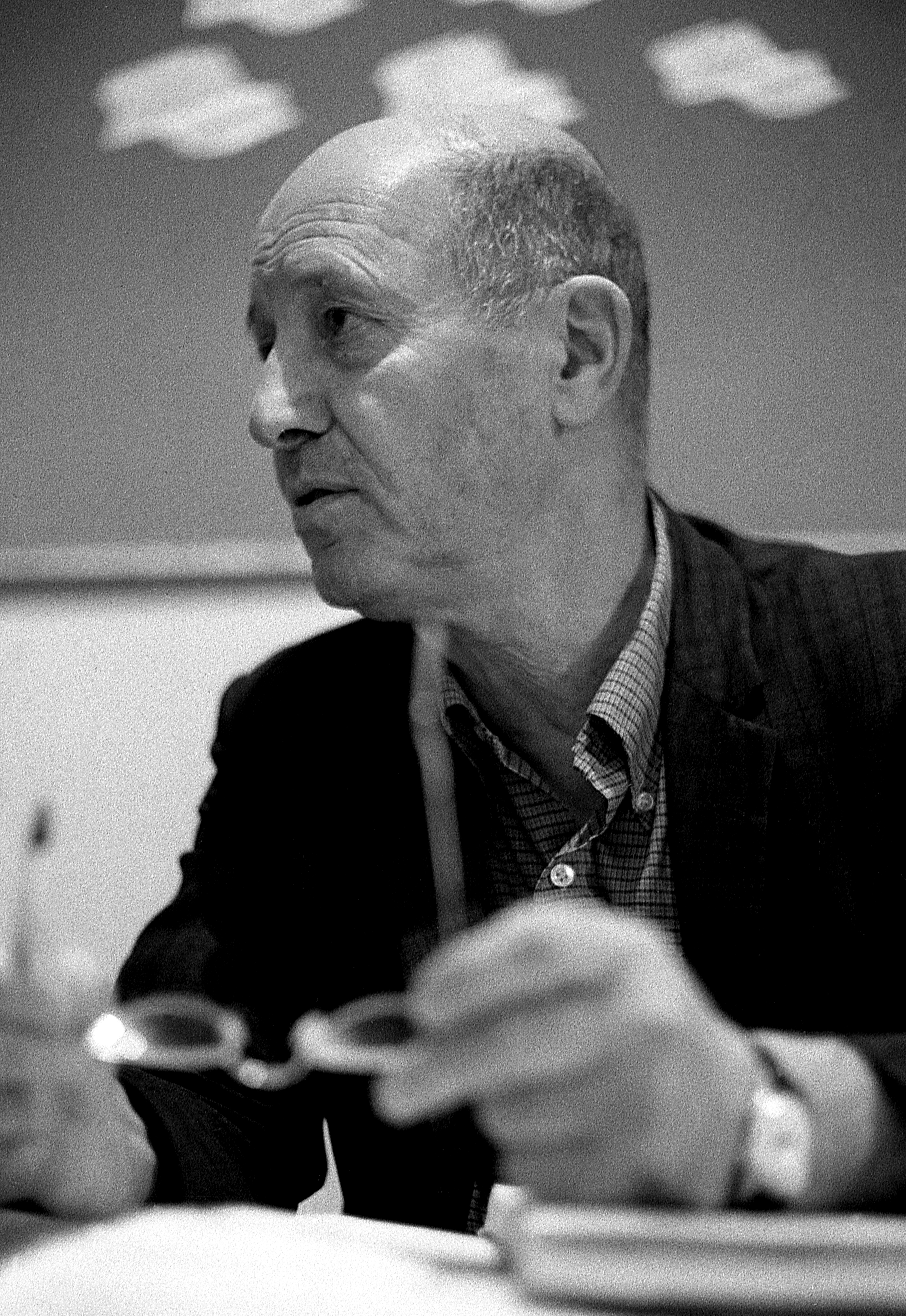
Rudolf Springer in 1975

Rudolf Springer (Berlijn, 9 april 1909 – aldaar, 2 juni 2009) was een Duits kunsthandelaar en galeriehouder. 
Rudolf Springer was een achterkleinzoon van Julius Springer, de oprichter van de uitgeverij Springer Verlag. Tijdens zijn militaire dienst bleef zijn Joodse afkomst onontdekt. Tijdens de Tweede Wereldoorlog zocht Springer contact met het Franse verzet. Na de oorlog keerde hij terug naar Berlijn en in 1948 opende Springer een kunstgalerie in zijn ouderlijke huis in Berlin-Zehlendorf. In 1950 verhuisde de galerie naar de Kurfürstendamm en einde van de jaren '60 naar de Fasanenstraße. 
Aan het begin van de jaren 50 was zijn galerie vooral bekend van kunst uit Frankrijk, met werk van André Masson, Joan Miró, Alexander Calder, Henri Laurens, Hans Bellmer, Max Ernst, Hans Arp en Wols. In de jaren 60 legde Springer zich toe op de internationale kunstmarkt met kunstenaars als George Rickey, Arnulf Rainer, Fritz Köthe, George Baker, Rolf Szymanski, Waldemar Grzimek, Marwan, Viktor Vasarely, Christian Ludwig Attersee, David Hockney, William Copley, Jorge Castillo, James Lee Byars, Günter Brus, K.H. Hödicke, Armando, Per Kirkeby, Ina Barfuss, Thomas Wachweger, Rosemarie Trockel, Bernd Koberling en Dieter Appelt.